# Vilafranca de Joval
Vilafranca de Joval és una masia que forma part de l'Inventari del Patrimoni Arquitectònic Català de Clariana de Cardener (Solsonès).

## Situació
Es troba al sector nord del terme municipal, a llevant del nucli de Sant Just i Joval, als plans que s'estenen a l'extrem sud del serrat del Moro, entre l'embassament de Sant Ponç i la rasa Perpètua.
S'hi va per una carretera asfaltada (camí ral de Solsona) que surt del punt quilomètric 77,5 de la C-55 (de Manresa a Solsona), a l'indret del Pi de Sant Just 41° 58′ 58″ N, 1° 33′ 13″ E / 41.982821°N,1.553721°E (senyalitzat). Als 1,2 km. 41° 59′ 20″ N, 1° 33′ 48″ E / 41.988924°N,1.563451°E, es pren el desviament a la dreta a "Vilafranca de Joval". Als 1,9 km. 41° 59′ 21″ N, 1° 34′ 16″ E / 41.989226°N,1.571244°E es deixa a la dreta el camí a "Hermenter de Joval". Als 2,6 km. 41° 59′ 13″ N, 1° 34′ 46″ E / 41.986857°N,1.579392°E es deixa a l'esquerra el camí a la "Torre de Cardener" i, seguint sempre la carretera asfaltada, s'arriba als 4 km a la masia després d'haver passat per davant de l'església de Sant Martí.

## Descripció

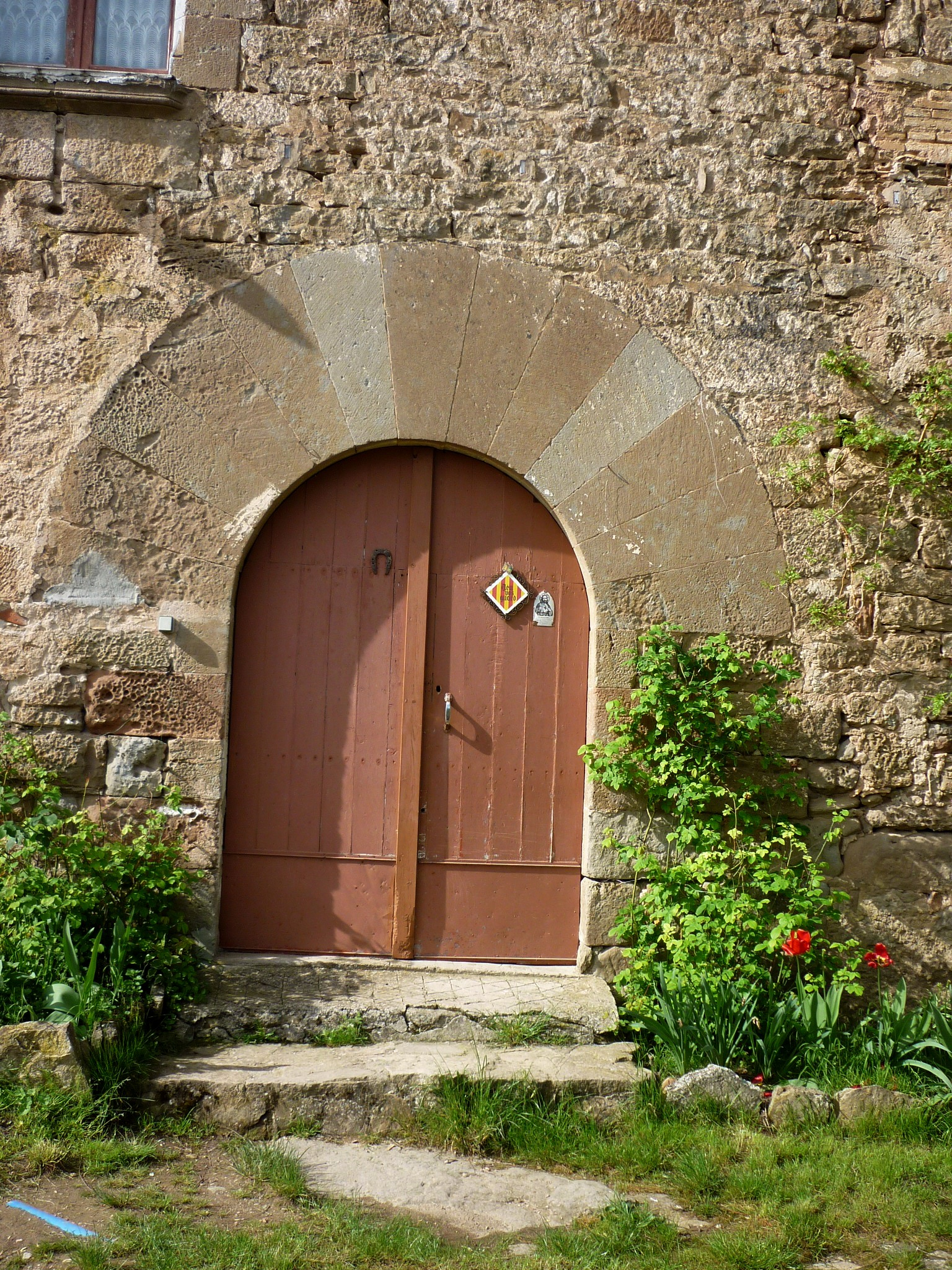
Portal

Masia de planta rectangular i teulada a dos vessants, amb orientació nord-sud. La façana principal és a la cara est, amb porta d'arc de mig punt i grans dovelles. Consta de planta baixa i dos pisos. La planta baixa té sòl de pedra i sostre amb bigues de fusta. A la cara nord es troba l'eixida del pou. A les quatre cares hi ha petites finestres amb llinda de pedra. El parament és de carreus irregulars, sense seguir cap tipus d'alineació.